# 녹화사업 (제5공화국)
녹화사업(綠化事業)은 전두환 정권이 1981년에서 1983년 사이 불온하다고 판단한 학생들을 강제 징집시켜 군대로 보내버린 사건이다. 녹화사업은 학내외 집회 차단을 목적으로 했다.

## 시초
1970년대 박정희 정부때도 녹화사업은 있었으나 단순히 입대를 시키는 정도에 지나지 않았다. 1971년 교련반대시위 주도 지도자급 학생 200여명이 강제입영을 당한 게 시초였다. 이들이 한 훈련소에서 훈련을 받다 보니 전국 대학생들끼리 연결이 되었고, 이는 1974년 민청학련 조직의 바탕이 됐다. 이때는 프락치 공작 시도는 없었다.

## 본격화
반면 전두환 정권은 강제입대시킨 사병이 대학생 출신일 경우 해당 학교에 있는 총학생회 및 운동권 친구를 찾아가 '정보를 물어오게' 하는 프락치로 활용해 악명이 높았다. 녹화사업이 본격화된 것이다. 1981년 11월 ~ 1983년 말까지 447명이 그 대상자가 되었다.
1982년 7월, 보안사 3처에 대좌경의식화과(對左傾意識化課)인 5과가 신설됐다. 당시 보안사 공작예산의 절반이 녹화사업용이었다.
보안사는 경기 과천과 서울 퇴계로 진양상가에 2개 사무실을 두었다. 과천에선 심사업무, 진양상가에선 활용업무가 추진됐다. 심사는 1주일 정도에 걸쳐 진행됐고 1인당 평균 50장의 자술서 작성을 강요당했다. 이 과정에서 가혹행위와 고문이 수반됐다.
당시 보안사 대공처장이었던 최경조는 "보안사 간부 초청 청와대 만찬에서 운동권 출신 입대자들이 '불온낙서'를 한다는 얘기가 나오자 전두환이 '야 최경조, 너 임마 뭐하는 거야'라고 질책했다. 그래서 이 계획을 세웠다"라고 밝혔다.
1984년 3월, '제적생과 해직근로자를 위한 기도회'에서 소문으로만 떠돌던 이 문제가 본격 제기됐다. 국회에서도 문제화되기 시작했다. 결국 정부는 여론에 밀려 1984년 9월, '소요 관련 대학생 조기 입영제'를 폐지했다. 보안사 3처 5과도 해체됐다. 이로써 녹화사업은 공식 중단됐다고 한다.
그러나 녹화사업이 전면 중단되지는 않았다. 1990년 윤석양 양심선언에서 보듯이 학생운동 관련자들을 이용한 프락치 공작과 사찰은 계속되었다.

## 의문사진상규명위 발표
의문사진상규명위원회는 2002년 10월 11일에 한 문서를 공개했다. 제5공화국 정권의 '대통령각하 지시사항철'이라는 문서철에 끼어 있던 공문의 내용은 다음과 같다.

제목: 상부지시(특)사항조치 결과보고

일시: 1982. 8. 20.

발신: 육군참모총장 황영시  /  수신: 국방장관 윤성민

1982년 7월에 국방장관은 "문제사병을 전방근무토록 유도하고 전방부대 문제사병에 대해선 후방근무를 지양토록 하는 '상부' 지시가 있었다"며 육군참모총장에게 후속조치를 명했다. 이에 대한 조치는 다음과 같다.

- 문제사병 전방근무 유도

-전방부대(GP, GOP)의 문제사병 후방부대 전출 지양

-전방부대에서 긴장감을 고조시켜 국가관을 확립할 것

-신원조회 관계자는 지구 보안부대와 협조, 소속부대에서 최대 활용

의문사위는 "1981~1983년까지 녹화사업의 대상이 된 자는 447명이다. 이 가운데 실제로 징집된 사람은 256명이다."라고 발표했다. 그러나 직접 대상자 1000여명에 관련자까지 합치면 5000여명이라는 주장도 있다. 또한 녹화사업 피해자들 중 6명이 군 복무 중 의문사했다.
녹화사업으로 인한 의문사 피해자 명단은 다음과 같다.
- 이윤성(성균관대/사망 당시 21세) 1982년 강제징집되어 1983년 4월 30일 사망.
- 김두황(고려대/사망 당시 23세) 1983년 강제징집되어 같은 해 6월 18일 사망.
- 정성희(연세대/사망 당시 21세) 1981년 강제징집되어 1982년 7월 23일 사망.
- 최온순(동국대/사망 당시 21세) 1983년 강제징집되어 같은 해 8월 14일 사망.
- 한영현(한양대/사망 당시 21세) 1983년 강제징집되어 같은 해 7월 2일 사망.
- 한희철(서울대/사망 당시 23세) 1983년 강제징집되어 같은 해 12월 11일 사망.

## 기타
- 녹화사업 피해자들 중 본의 아닌 '프락치 활동'을 하면서 양심의 가책을 느껴 자살하거나 혹은 각종 이유로 타살당한 사람들이 상당수 있는 것으로 알려졌다. 노태우 정권때까지도 윤석양 공익폭로 사건과 같이 변형된 형태의 강제징집(녹화사업)이 있었다.
- 녹화사업에 의한 강제징집 중 한쪽 눈의 시력을 상실한 학생과 소아마비 장애가 있는 학생 등 장애학생의 징집도 있는 것으로 알려졌다.[1]

## 참고 문헌
- 강준만, 《한국 현대사 산책》 1980년대편 2, 인물과사상, 2003, 69-76.